# Area (vervoerbedrijf)
Area was van 5 mei 2004 tot eind 2006 de exploitant van de stadsbussen in Oss. Het vervoerbedrijf was een onderdeel van de Lithse touringcaronderneming Maaskant Reizen. 
Het bedrijf zou aanvankelijk het stadsvervoer overnemen op 6 juni 2004, na afloop van de concessie van MTI. Maar door onenigheid tussen MTI en de provincie Noord-Brabant over de subsidie heeft MTI de diensten al op 27 april gestaakt. Nadat MTI failliet was verklaard, heeft Maaskant Reizen het stadsvervoer in Oss op 5 mei 2004 hervat. Area/Maaskant Reizen kreeg een concessie voor de periode van 1 jaar. 
In 2006 is het openbaar vervoer in Noord-Brabant opnieuw aanbesteed en het perceel Oost-Brabant, waar ook de stadsdienst van Oss onder viel werd gewonnen door Arriva.